# Matt Guokas, Sr.
Matthew George "Matt" Guokas Sr. (Filadelfia, Pensilvania, 11 de noviembre de 1915-Flourtown, Pensilvania, 9 de diciembre de 1993) fue un jugador de baloncesto estadounidense que disputó una temporadas en la BAA, tras haber jugado previamente otras cinco en la ABL. Con 1,91 metros de estatura, jugaba en la posición de alero. Era hermano del también jugador profesional Al Guokas, y padre del jugador y entrenador Matt Guokas.

## Trayectoria deportiva

### Universidad
Jugó durante su etapa universitaria con los Hawks de la Universidad St. Joseph's, entre 1934 y 1938, logrando ganar 54 de los 71 partidos que disputó.

### Profesional
Comenzó su trayectoria profesional en los Wilkes-Barre Barons de la ABL, con los que disputó una temporada, en la que promedió 2,0 puntos por partido. A año siguiente fichó por los Trenton Tigers, donde jugó cuatro temporadas más, siendo la más destacada la tercera de ellas, en la que fue el segundo mejor anotador del equipo, tras Mike Bloom, promediando 7,7 puntos por partido.
En 1946} fichó por los Philadelphia Warriors de la recién creada BAA, con los que se proclamó campeón de la liga tras derrotar en las finales a los Chicago Stags, ayudando con 1,7 puntos por partido.
Su carrera deportiva se vio truncada cuando el 23 de junio de 1947 perdió la pierna izquierda en un accidente automovilístico, dedicándose desde entonces a ser comentarista deportivo de radio.

## Estadísticas de su carrera en la BAA

### Temporada regular
| Temporada | Edad | Equipo                | Liga | Pos. | P  | TIT | MIN | TC  | TCA | %TC  | 3P | 3PA | %3P | TL  | TLA | %TL  | R.OF. | R.DEF. | REB | ASIS | ROB | TAP | PER | FP  | PTS |
| 1946-47   | 31   | Philadelphia Warriors | BAA  |      | 47 |     |     | 0.6 | 2.2 | .269 |    |     |     | 0.6 | 1.0 | .553 |       |        |     | 0.2  |     |     |     | 1.5 | 1.7 |
| Total     |      |                       | BAA  |      | 47 |     |     | 0.6 | 2.2 | .269 |    |     |     | 0.6 | 1.0 | .553 |       |        |     | 0.2  |     |     |     | 1.5 | 1.7 |

### Playoffs
| Temporada | Edad | Equipo                | Liga | Pos. | P | TIT | MIN | TC  | TCA | %TC  | 3P | 3PA | %3P | TL  | TLA | %TL  | R.OF. | R.DEF. | REB | ASIS | ROB | TAP | PER | FP  | PTS |
| 1946-47   | 31   | Philadelphia Warriors | BAA  |      | 8 |     |     | 0.1 | 1.1 | .111 |    |     |     | 0.3 | 0.6 | .400 |       |        |     | 0.0  |     |     |     | 1.4 | 0.5 |
| Total     |      |                       | BAA  |      | 8 |     |     | 0.1 | 1.1 | .111 |    |     |     | 0.3 | 0.6 | .400 |       |        |     | 0.0  |     |     |     | 1.4 | 0.5 |

## Vida personal
Guokas y su hijo, Matt Jr., fueron los primeros padre e hijo en ganar el campeonato de la NBA; desde entonces, esta hazaña ha sido repetida por los Barry (Rick y Brent), los Walton (Bill y Luke), los Thompson (Mychal y Klay), y los Payton (Gary y Gary II).